# 앨버트 시드니 존스턴
앨버트 시드니 존스턴(Albert Sidney Johnston, 1803년 2월 2일 – 1862년 4월 6일)은 텍사스 육군, 미국 육군, 남군 등 세 개의 다른 군대에서 장교로 복무한 미국 군인이었다. 그는 34년의 군 생활 동안 광범위한 전투를 경험했으며, 블랙 호크 전쟁, 텍사스-인디언 전쟁, 멕시코-미국 전쟁, 유타 전쟁, 그리고 전장에서 전사한 남북 전쟁에 참전했다.
제퍼슨 데이비스 아메리카 연합국 대통령이 훗날 로버트 E. 리가 부상하기 전까지 연합국 최고의 장군으로 여겼던 그는 1862년 4월 6일 실로 전투에서 남북 전쟁 초기에 전사했다. 존스턴은 전쟁 중 양측에서 사망한 장교 중 가장 높은 계급이었다. 데이비스는 존스턴 장군의 죽음을 "우리 운명의 전환점"이라고 믿었다.
존스턴은 남부연합의 장군 조지프 E. 존스턴과는 무관한 인물이었다.

## 어린 시절과 교육
존스턴은 워싱턴 (켄터키주)에서 존 존스턴 박사와 애비게일 (해리스) 존스턴 부부의 막내아들로 태어났다. 그의 아버지는 솔즈베리 (코네티컷주) 출신이었다. 그는 미국 독립 전쟁 애국자인 에드워드 해리스의 손자였다. 앨버트 존스턴은 켄터키에서 태어났지만, 그의 삶의 많은 부분을 텍사스주에서 보냈고, 그곳을 자신의 고향으로 여겼다. 그는 켄터키주 렉싱턴 (켄터키주)의 트랜실베이니아 대학교에서 처음 교육을 받았으며, 그곳에서 동료 학생인 제퍼슨 데이비스를 만났다. 둘 모두 뉴욕주 웨스트포인트 (뉴욕주)의 미국 육군사관학교에 임명되었고, 데이비스는 존스턴보다 2년 뒤였다. 1826년에 존스턴은 웨스트포인트에서 41명의 생도 중 8등으로 졸업했으며, 명예 소위로 제2 미국 보병대에 임관했다.
존스턴은 뉴욕과 미주리주 주둔군으로 배치되었다. 1827년 8월, 그는 반란을 일으킨 위네바고족의 족장 레드 버드를 사로잡기 위한 원정에 참여했다. 존스턴은 훗날 "나는 레드 버드가 내가 본 가장 고결하고 위엄 있는 사람 중 한 명이라고 인정할 수밖에 없다... 그는 '나는 죄를 지었다. 나는 내 나라를 구하기 위해 나 자신을 희생한다'고 말했다"고 썼다. 존스턴은 1832년 짧은 블랙 호크 전쟁에서 명예 준장 헨리 앳킨슨의 참모장으로 복무했다. 지휘관은 존스턴을 "일류의 재능, 직업과 교육을 통해 훌륭한 군인, 그리고 높은 지위와 성실함을 갖춘 신사"라고 칭찬했다.
1834년 4월, 존스턴은 결핵에 걸린 아내를 돌보기 위해 미국 육군에서 사임했다. 그들은 켄터키로 돌아갔지만, 아내는 1835년 8월에 사망했다. 존스턴은 그 후 텍사스 공화국의 요원으로부터 멕시코 공화국의 침략으로부터 나라를 방어하는 데 도움을 요청받았다. 존스턴은 동의했고, 두 자녀를 켄터키의 친척에게 맡기고 남쪽으로 여행했다.

## 텍사스 육군
존스턴은 1836년 텍사스로 이주했고 멕시코 공화국으로부터의 텍사스 독립 전쟁 이후 텍사스 육군에 이등병으로 입대했다. 그는 1836년 8월 5일 텍사스 공화국 육군에서 대령으로 부관장으로 임명되었다. 1837년 1월 31일, 그는 텍사스 육군을 지휘하는 선임 준장이 되었다.
1837년 2월 5일, 존스턴은 자신의 승진에 화가 나고 불쾌해한 텍사스 준장 펠릭스 휴스턴과 결투를 벌였다. 휴스턴은 육군의 지휘를 대행하고 있었으며, 존스턴의 임명을 텍사스 정부의 무시로 여겼다. 존스턴은 엉덩이에 총을 맞아 심하게 부상을 입었고, 회복 기간 동안 그의 직책을 포기해야 했다.
그 후 존스턴은 휴스턴과 "공적인 의무로서... 결투 관행을 거의 존중하지 않았다"고 말했다. 그는 "공화국의 안전은 육군의 효율성에 달려있으며... 군대의 훌륭한 규율과 복종에 달려있고, 이는 합법적인 지휘관에 대한 복종을 통해서만 확보될 수 있다. 휴스턴 장군은 육군 내의 무법적인 정신을 구현했으며, 어떤 개인적인 위험을 감수하더라도 맞서 통제해야 했다"고 믿었다.
몇 년 후, 휴스턴은 그 결투가 "수치스러운 일이며, 어떤 상황에서도 다시는 하지 않을 것이다... 내가 그 상황을 되돌아보면, 나 자신이 싫다... 그 한 가지 행동이 내 삶의 모든 좋은 행동들을 더럽혔다. 하지만 나는 의회에 도전할 수 없었다; 그리고 결투가였지만 휴스턴 대통령은 나보다 계급이 너무 높았다. 글쎄, 그를 죽이지 않은 것을 신께 감사드린다"고 말했다.
1838년 12월 22일, 텍사스 공화국의 제2대 대통령 미라보 B. 라마르는 존스턴을 전쟁 장관으로 임명했다. 그는 반란 상태에 있는 텍사스를 되찾으려는 멕시코의 시도에 맞서 텍사스 국경을 방어했다. 1839년, 그는 1838-39년 체로키 전쟁 동안 텍사스 북부에서 아메리카 원주민에 대항하는 작전을 수행했다. 네이체스 전투에서 존스턴과 데이비드 G. 버넷 부통령은 모두 지휘관 보고서에서 "현장에서의 적극적인 노력"과 "훌륭한 방식으로 행동하여 자신들에게 큰 명예를 안겼다"고 언급되었다.
1840년 2월, 존스턴은 전쟁 장관직을 사임하고 켄터키로 돌아와 재혼했다. 그는 텍사스 브라조리아군에 "차이나 그로브"라는 이름의 큰 농장을 매입했다. 그는 이 재산을 임대하고 가족을 갤버스턴으로 옮겼다.

## 미국 육군

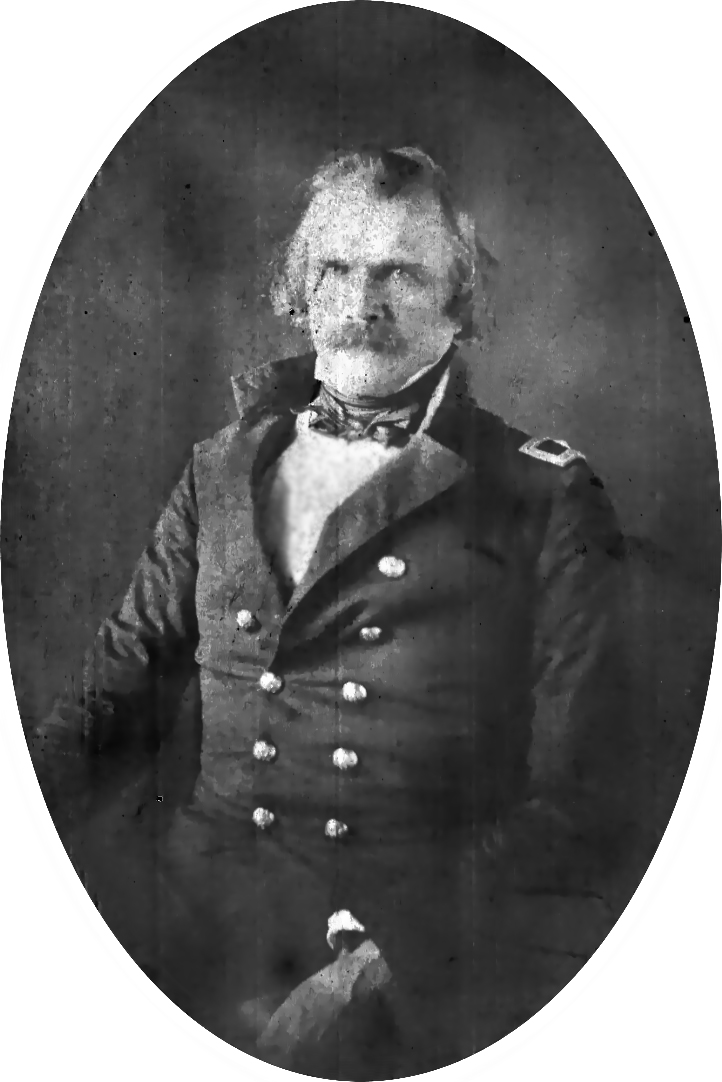
유타 방면군 사령관으로서의 존스턴. 1858-59년 겨울, 유타 준주 캠프 플로이드에서 새뮤얼 C. 밀스가 촬영한 초상화

1846년 5월 미국이 멕시코에 선전포고했을 때, 존스턴은 텍사스 갤버스턴에 있는 집에서 포트 이사벨 (텍사스주)까지 400마일을 달려 재커리 테일러 준장의 점령군에 자원입대했다. 존스턴은 제1 텍사스 소총병 연대의 대령으로 선출되었지만, 그의 병사들의 복무 기간이 몬테레이 진격 직전에 만료되었으므로, 테일러는 그를 윌리엄 O. 버틀러 준장의 자원병 사단의 감찰관으로 임명했다. 존스턴은 그의 옛 연대 소수의 자원병들을 설득하여 계속 싸우게 했다.
몬테레이 전투 중, 버틀러는 부상을 입고 후방으로 옮겨졌으며, 존스턴은 사단에서 적극적인 리더십 역할을 맡았다. 훗날 미국 장군이 되는 조셉 후커는 몬테레이에서 존스턴과 함께 있었고 다음과 같이 썼다: "주로 [존스턴의] 활약 덕분에 우리 사단은 잔인한 도살에서 벗어날 수 있었다... 이 전장에서 그가 보여준 냉정함과 웅장한 존재감은... 내가 결코 잊지 못할 인상을 내 마음에 남겼다." 테일러 장군은 존스턴을 "자신이 지휘했던 군인 중 최고"라고 여겼다.
존스턴은 1846년 10월 몬테레이 전투 직후 육군에서 사임했다. 그는 아내 엘리자에게 6개월만 복무하겠다고 약속했었다. 또한, 제임스 K. 포크 대통령 행정부는 민주당과 관련된 장교들을 선호하여 휘그당으로 인식되던 존스턴과 같은 인물들의 승진을 막았다:
 미국이 직접 증강한 병력에 다수의 장교를 임명할 권한이 주어졌으나, 부당하게 민주당 지지자들을 편들었다... 휘그당원은 단 한 명도 포함되지 않았고, 민주당 임명자 중에는 전장에서 복무했거나 군사 교육에 대한 최소한의 자격도 갖춘 자가 없었다. 헨리 클레이 주니어와 윌리엄 R. 맥키와 같은 유능한 웨스트포인트 졸업생들은 주 임명을 통해 의용 연대에서 복무해야 했으며, 훗날 육군사관학교 출신 최고의 지휘관 중 한 명으로 입명된 앨버트 시드니 존스턴은 연방 정부로부터 임관을 얻을 수 없었다. 멕시코와 텍사스 간의 전쟁에서 텍사스가 독립을 확보했을 때, 존스턴은 고위 지휘관직을 맡았으며, 멕시코 전쟁 당시 정규군을 제외하고 전역에서 교육과 복무를 통해 가장 잘 준비된 군인일 것이다. 테일러 장군은 대통령에게 존스턴에게 10개 신규 연대 중 하나의 지휘권을 주도록 촉구했다. 존스턴은 정치에 참여하지 않았다; 그러나 그의 저명한 형제인 조시아 S. 존스턴은 오랜 기간 루이지애나 상원의원으로 재직하며 클레이 씨의 공적인 삶에서 가장 친한 친구였고, 테일러 장군의 편지는 심지어 답변조차 받지 못했다.

그는 전쟁 후에도 농장에 머물렀고, 12대 대통령 재커리 테일러에 의해 미국 육군의 소령으로 임명되어 1849년 12월 콜로라도강 상류에서 트리니티강 상류까지 군사 기지를 포함하는 텍사스 지역의 회계 감사관이 되었다. 그는 5년 이상 그 직책에서 복무했으며, 6번의 순회 근무를 수행하고 매년 텍사스 인디언 국경 지역에서 4,000 마일 (6,400 km) 이상을 여행했다. 그는 포트 메이슨 (텍사스주)를 비롯한 텍사스 서부 국경 지역에서 복무했다.
1855년, 14대 대통령 프랭클린 피어스는 그를 신설된 제2 미국 기병대(현대 제5기병연대 (미국)의 전신)의 대령으로 임명했으며, 그는 이 부대를 조직했고, 그의 부대령은 로버트 E. 리, 소령은 윌리엄 J. 하디와 조지 H. 토마스였다. 이 부대의 다른 부관으로는 얼 밴 돈, 에드먼드 커비 스미스, 네이선 G. 에번스, 이니 노던 파머, 조지 스톤먼, R.W. 존슨, 존 B. 후드, 찰스 W. 필드 등이 있었으며, 이들 모두는 훗날 남북 전쟁의 장군이 되었다. 1856년 3월 31일, 존스턴은 전체 텍사스 방면군의 임시 지휘관으로 승진했다. 그는 코만치족에 대항하여 적극적으로 캠페인을 벌였으며, 딸에게 "인디언들이 우리 국경을 괴롭히고 있으며, 제2 기병대와 다른 부대들이 그들을 붙잡는 곳마다 격파하고 있다"고 썼다. 1857년 3월, 데이비드 E. 트윅스 준장이 방면군의 영구 지휘관으로 임명되었고, 존스턴은 제2 기병대 대령직으로 돌아왔다.

### 유타 전쟁
유타 전쟁의 핵심 인물이었던 존스턴은 1857년 11월에 일어난 것으로 추정되는 후기 성도 반란을 진압하기 위해 파견된 미군을 지휘했다. 그들의 목표는 브리검 영을 대체하여 앨프레드 커밍을 유타 준주 주지사로 임명하고, 이 지역에 대한 미국의 법적 권위를 회복하는 것이었다. 존스턴은 윌리엄 S. 하니 준장을 대신하여 지휘를 맡았기 때문에 이미 유타로 출발한 군대에 나중에 합류했다. 존스턴의 부관이자 훗날 남북 전쟁에서 미군 장군이 되는 피츠 존 포터 소령은 다음과 같이 썼다: "평원에서 경험이 많고 활력, 용기, 자원에 대한 확고한 명성을 가진 [존스턴의] 존재는 모든 지점에서 신뢰를 회복시켰고, 나약하고 공포에 질린 군중에게 용기를 주었다. 엉키고 설켜 움직이기 힘들었던 긴 수레 행렬은 풀려나 순조롭게 나아갔다."
존스턴은 다음 몇 달 동안 와이오밍의 포트 브리저(Fort Bridger)에서 혹독한 겨울 환경 속에서 군대의 효율성을 유지하기 위해 끊임없이 노력했다. 포터 소령은 한 동료에게 다음과 같이 썼다: "존스턴 대령은 지휘관의 효율성을 높이고, 국가의 위엄과 명예를 지키는 데 필요한 모든 것을 다했습니다. 그는 더 이상 할 수 있는 것이 없습니다... 존스턴 대령을 건너뛰고 이곳에 아무도 오지 못하게 하십시오. 이곳의 모든 사람들의 소망과 반대될 것입니다. 그들은 그가 준장이 되는 것을 기꺼이 볼 것입니다." 몰몬교도들조차 존스턴의 행동을 칭찬했으며, 솔트레이크시티의 데저렛 뉴스(Deseret News)는 "와사치 산맥의 폭풍우 치는 겨울 동안 만족하는 군대와 건강한 병영을 유지하는 데는 냉철한 두뇌와 뛰어난 판단력이 필요하다"고 보도했다.
존스턴과 그의 부대원들은 전쟁을 원했다. 그들은 마운틴 메도우 학살에 대해 알게 되었고 몰몬교도들에게 복수를 원했다. 그러나 군대가 포트 브리저에서 혹독한 겨울을 견뎌낸 후 평화적인 해결책이 도출되었다. 1858년 6월 말, 존스턴은 군대를 이끌고 솔트레이크시티를 아무 문제 없이 통과하여 약 50마일 떨어진 곳에 캠프 플로이드를 건설했다. 전쟁부에 제출한 보고서에서 존스턴은 "이 지역에서 끔찍한 범죄... 상상하기 어려울 정도의 규모와 잔혹성에서 노골적으로 계획된 범죄들이 저질러졌고, 이는 처벌받지 않았다"고 보고했다. 그럼에도 불구하고 존스턴의 군대는 유타 준주를 평화롭게 점령했다. 미군 총사령관 윈필드 스콧 소장은 작전 중 존스턴의 활약에 기뻐하며 그를 명예 준장으로 승진시킬 것을 추천했다: "존스턴 대령은 훌륭한 장교 이상입니다 – 그는 군대를 통해 국가에 신이 보내준 선물입니다." 상원은 1858년 3월 24일 존스턴의 승진을 승인했다.
몰몬교도들을 칼로 베어버릴 기회가 주어지지 않은 것에 실망했지만, 유타 준주에서의 존스턴의 시간은 유익했다. 그의 병사들은 캘리포니아와 오리건으로 향하는 이민자 마차 행렬을 보호했고, 그의 장교들은 이 지역을 횡단하는 더 효율적인 경로를 발견했다. 1859년 여름, 존스턴은 마운틴 메도우 학살에서 살아남은 것으로 밝혀진 18명의 아이들을 위해 동부로 돌아가는 여정을 위해 보호자, 마차, 무장 호위병을 제공했다.

### 아메리카 원주민과의 관계
유타 준주에 복무하는 동안, 포터 소령은 "존스턴 대령은 인디언들을 군대의 지식과 영향력 안에 두기 위해 모든 기회를 이용했고, 수많은 추장들을 그의 캠프로 오도록 유도했다... 존스턴 대령은 언제나 친절했지만, 그들에게는 단호하고 위엄 있었다... 유테족, 파이유테족, 배녹족 및 다른 부족들이 존스턴 대령을 방문했고, 모두 만족을 표하며 돌아갔고, 그가 머무는 동안 친구로 남을 것이라고 확신시켰으며, 대령은 그것이 그들에게 최선이라고 말했다. 그리하여 그는 몰몬교도들이 그들에게 미치는 모든 영향력을 효과적으로 파괴하고, 캘리포니아와 오리건을 오가는 여행객들에게 친근한 대우를 보장했다"고 보고했다.
1859년 8월, 존스턴의 유타군 일부가 스프링 밸리에서 발생한 학살에 가담한 것으로 지목되었는데, 이는 캘리포니아로 향하던 이민자 행렬에 대한 인디언 학살에 대한 보복이었다. 이 사건에 대한 보고서는 엇갈리고 있으며, 존스턴은 1859년 11월 스콧 장군에게 보낸 보고서에서만 이를 언급했다. 그는 다음과 같이 썼다: "저는 세 [이민자] 일행이 강도를 당하고, 남성, 여성, 어린이를 포함한 10명 또는 12명의 구성원이 살해된 것을 확인했습니다... 첫 번째 일행의 강도들은 게이 중위 지휘 아래의 용기병 부대에 의해 심하게 처벌받았습니다. 병력은 공격받은 마지막 두 일행의 강도들을 발견하지 못했습니다. 그들은 쇼쇼니(sic) 또는 스네이크족과 배넉(sic) 인디언의 부랑자들로 추정되는데, 그들의 추장들은 이 약탈대와의 어떠한 공모도 부인하고 있습니다. 이 강도단이 백인 남성들과 동행했으며, 아마도 그들에 의해 선동되고 이끌렸다는 풍부한 증거가 있습니다. 따라서 저는 언급된 인디언들의 강도 행위나 약탈물에 대한 지식이나 참여를 부인하는 주장을 믿고 싶습니다." 존스턴 장군과 게이 중위의 보고서와 상충되는 유일한 보고서는 엘리야 니콜라스 윌슨의 설명(약 51년 후인 1910년에 작성됨)과 구전 역사였다.
1860년 2월 말, 존스턴은 새로운 임무를 준비하기 위해 워싱턴 D.C.로 소환하라는 전쟁부의 명령을 받았다. "유타 남부에서 한 인디언 추장은 자신의 우정을 증명하고 떠도는 씨족민들을 경고하기 위해 며칠 동안 그의 마차 옆에서 걸어서 노새의 빠른 걸음과 보조를 맞췄다. 존스턴 장군은 작별할 때 다른 선물들과 함께 그가 엄청나게 기뻐할 만한 '여러 색깔의 코트'... 즉 캠페인 내내 사용되었던 패치워크 퀼트를 주었다." 존스턴은 1860년 12월 21일까지 켄터키에 머물다가 캘리포니아로 항해하여 태평양 방면군을 지휘하게 되었다. 1861년 봄, 존스턴은 해당 지역 정착민에 대한 아메리카 원주민의 습격 보고에 따라 북부 캘리포니아를 순찰하기 위해 소규모 병력을 파견했다. 그는 자신의 장교들에게 "유죄자와 무고한 자를 무차별 학살해서는 안 된다"고 경고했고, 그 후 더 이상의 사건은 발생하지 않았다.

## 노예 제도에 대한 견해
존스턴의 큰아들은 "존스턴 장군의 노예 제도에 대한 견해는 그가 태어나고 자랐으며 사회 구조와 밀접하게 연관되어 있던 남부에서 일반적으로 통용되던 것이었다... 이는 팔백만 명의 사람들의 믿음이었다"고 회고했다. 1846년, 그는 텍사스에서 네 명의 노예를 소유하고 있었다. 1855년, 한 노예가 육군 급여를 훔친 것을 발견한 존스턴은 그를 신체적으로 처벌하는 것을 거부하고 대신 손실을 회수하기 위해 1,000달러에 그를 팔았다. 존스턴은 "채찍질은 잃어버린 것을 되찾지 못할 것이며, 평생 친절하게 대했음에도 불구하고 정직하지 못한 [범인]에게도 도움이 되지 않을 것"이라고 설명했다. 1856년, 그는 아들에게 보낸 편지에서 노예 제도 폐지론을 "광신적이고 우상 숭배적이며 흑인 숭배적"이라고 부르며, 폐지론자들이 남부 주에서 노예 반란을 선동할 것을 우려했다. 캘리포니아로 이사한 후, 존스턴은 한 노예를 아들에게 팔고 또 다른 노예인 랜돌프 휴즈, 즉 "랜"을 해방시켰는데, 그는 5년 더 봉사하는 조건으로 월 12달러의 계약을 맺고 가족과 동반하기로 동의했다. 랜은 존스턴이 사망할 때까지 남북 전쟁 내내 그와 동행했다.

## 남북 전쟁

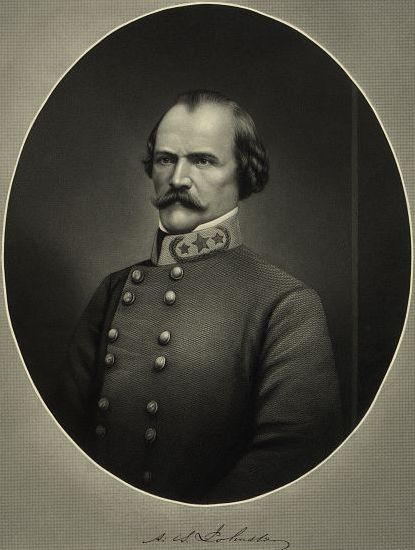
앨버트 S. 존스턴, 남군 제복을 입고 장군 계급의 세 개의 금성 별과 월계관을 착용하고 있다

남북 전쟁이 발발하기 전, 존스턴이 남부 주들의 알려진 지지자로서 샌프란시스코에 있는 연방군 시설의 통제권을 비밀리에 남부 준군사 조직에게 넘겨줄 것이라는 소문이 돌기 시작했다. 캘리포니아 주지사 존 G. 다우니는 너무 놀라 존스턴을 방문하여 그 주장에 대해 논의했다. 존스턴은 "저는 제 인생의 대부분을 조국을 위해 봉사했으며, 그녀의 임명을 받는 동안 그녀를 명예롭고 충실하게 섬길 것입니다. 저는 그녀의 공공 재산을 보호할 것이며, 제가 이곳에서 그녀의 대표로 있는 동안 그녀의 탄약 한 발이나 뇌관 하나도 적에게 넘어가지 않을 것입니다. 현재 벌어지고 있는 일들로 인해 저보다 더 괴로워하는 사람은 연방 내에 없습니다. 저는 오랫동안 텍사스와 그 이익, 그리고 공무원들과 연관되어 왔으며, 텍사스의 행동이 저의 미래 운명을 좌우할 수도 있습니다. 그러나 어떤 경우에도 저는 적절한 통보를 하고 제 부서를 후임자에게 온전히 넘겨줄 것입니다."라고 답했다. 존스턴은 샌프란시스코의 모든 군사 자산의 수비대를 강화하고, 베르니시아 병기고에서 10,000정의 머스킷 소총과 탄약을 앨커트래즈섬의 더 안전한 요새로 옮겼으며, 샌프란시스코 항구에서 운항하는 모든 보트와 승객에 대한 감시를 강화하도록 명령했다.
남부 미국 출신의 많은 정규군 장교들처럼 존스턴도 탈퇴에 반대했다. 그럼에도 불구하고 그는 남부 연합 주들의 탈퇴 선언을 들은 직후 그의 임관을 사임했다. 전쟁부는 1861년 5월 6일, 5월 3일자로 유효하게 이를 수락했다. 4월 28일, 그는 아내의 오빠 존 스트로더 그리핀의 집인 로스앤젤레스로 이주했다. 아내와 아이들과 함께 캘리포니아에 머무는 것을 고려했던 존스턴은 5월까지 그곳에 머물렀지만, 텍사스의 탈퇴, 섬터 요새 포격, 그리고 반란을 진압하기 위한 75,000명의 연방군 자원병 동원 소식은 존스턴을 행동하게 만들었다. "마치 운명처럼 텍사스가 나를 두 번이나 반란군으로 만들었군" 그는 아내에게 말했다. 존스턴은 로스앤젤레스 기마 소총병(친남부 민병대)에 이등병으로 입대하여 5월 27일 워너 목장을 떠났다. 그는 남서부 사막을 가로질러 텍사스로 가는 길에 동참했으며, 1861년 7월 4일 콜로라도강을 건너 연합국 애리조나 준주로 들어갔다. 그의 호위는 로스앤젤레스의 부보안관 알론조 리들리가 지휘했으며, 리들리는 존스턴이 사망할 때까지 그의 곁에 머물렀다.
남북 전쟁 초기에 남부연합 대통령 제퍼슨 데이비스는 남부연합이 가능한 한 많은 영토를 확보하고, 국경과 해안을 따라 군사력을 분산 배치하기로 결정했다. 1861년 여름, 데이비스는 미시시피강 동쪽에서 애러게니 산맥에 이르는 남부연합 전선을 방어하기 위해 여러 장군을 임명했다. 전쟁이 시작될 때 58세였던 존스턴은 육군 기준으로 나이가 많았다. 그는 아무런 약속도 받지 않은 채 단순히 임무를 희망하며 남부연합을 위해 봉사하기 위해 동부로 왔다.
미시시피 강과 서부 테네시의 테네시강 및 컴벌랜드강을 따라 이어지는 가장 민감하고 여러 면에서 가장 중요한 지역은 소장 레오니다스 폴크와 준장 기디언 J. 필로의 지휘 아래 놓였다. 필로는 처음에는 테네시주 최고 장군으로서 그 주를 지휘하고 있었다. 1861년 9월 3일, 존스턴이 전국을 횡단하여 남부연합의 수도인 리치먼드 (버지니아주)에 도착하기 이틀 전, 그들이 콜럼버스 (켄터키주)를 무례하게 점령한 것은 켄터키주가 선언했던 중립을 포기하게 만들었다. 켄터키주 주민 대다수는 미국 편에 섰다. 폴크와 필로의 행동은 미국 준장 율리시스 S. 그랜트에게 켄터키주 주민 대다수와 주 의회의 친미 다수의 분노를 사지 않고 전략적 요충지인 패듀카 (켄터키주)를 점령할 구실을 주었다.

### 제2사령부
1861년 9월 10일, 존스턴은 해안 지역을 제외하고 애러게니 산맥 서쪽의 광대한 남부연합 지역을 지휘하도록 임명되었다. 그는 종종 서부 전선 또는 서부 군사 지역이라고 불리는 지역에서 남부연합 서부군의 사령관이 되었다. 그의 친구이자 숭배자였던 제퍼슨 데이비스가 존스턴을 정규 장군으로 임명한 것은 이미 1861년 8월 31일에 남부연합 상원에 의해 승인되었다. 임명은 1861년 5월 3일자로 소급 적용되어, 그는 남군에서 두 번째로 높은 계급의 장군이 되었다. 그보다 상위 계급은 오직 부관 겸 감찰관 새뮤얼 쿠퍼뿐이었다. 임명 후 존스턴은 즉시 새로운 영토로 향했다. 그는 아칸소, 테네시, 미시시피 주지사들에게 신병을 요청할 수 있는 권한을 부여받았다. 그러나 정치는 이 권한을, 특히 미시시피와 관련하여 크게 억압했다. 1861년 9월 13일, 존스턴은 펠릭스 졸리코퍼 준장에게 4,000명의 병력을 이끌고 켄터키주의 컴벌랜드 갭을 점령하여 미군이 동부 테네시로 진입하는 것을 막으라고 명령했다. 켄터키 주 의회는 폴크가 콜럼버스를 점령한 후 미국 편에 서기로 투표했다. 9월 18일까지 존스턴은 사이먼 볼리버 벅크너 준장과 또 다른 4,000명의 병력을 볼링그린 (켄터키주)에 배치하여 테네시로 가는 철도 노선을 차단했다.
존스턴은 켄터키, 테네시, 아칸소, 미주리 전역에 4만 명 미만의 병력을 분산 배치했다. 이 중 1만 명은 미주리 주 방위군 소장 스털링 프라이스의 지휘 아래 미주리에 있었다. 존스턴은 처음에 주지사들에게 신병을 요청했을 때 많은 신병을 신속하게 얻지 못했지만, 더 심각한 문제는 이미 가지고 있는 병력에 충분한 무기와 탄약이 부족하다는 것이었다. 남부연합 정부가 동부의 부대에 노력을 집중하면서, 그들은 존스턴에게 소수의 증원군과 최소한의 무기 및 물자를 제공했다. 존스턴은 그의 병력이 실제보다 더 많아 보이게 하기 위해 습격과 다른 조치를 취하여 방어를 유지했으며, 이 전략은 몇 달 동안 효과를 거두었다. 존스턴의 전술은 켄터키의 미국 준장 윌리엄 테쿰세 셔먼을 너무나 괴롭히고 혼란스럽게 하여 그는 편집증에 걸려 정신적으로 불안정해졌다. 아내에게 보낸 편지에서 셔먼은 다음과 같이 말했다: "나는 폭풍을 지휘할 수 없는 회오리바람을 타고 있다는 것을 깨달았다. 그린 강 건너편에 압도적인 병력이 집결했다는 소문과 보고가 끊임없이 쏟아진다... 진격하는 것은 미친 짓이고, 가만히 서 있는 것은 어리석은 짓이다... 나를 위협하는 명성과 함께 역사에 남는다는 생각은 나를 거의 미치게 만들고, 실제로 지금 나는 그럴지도 모른다." 셔먼은 존스턴의 병력을 과대평가했고, 1861년 11월 9일 돈 카를로스 부엘 준장에 의해 해임되었다. 그러나 그의 회고록에서 셔먼은 이 설명을 강력히 반박했다.

### 밀 스프링스
동부 테네시(남북 전쟁 동안 남부 미국의 친연방 지역이었던)는 제퍼슨 데이비스가 임명한 두 명의 인상적이지 않은 준장, 즉 용감하지만 훈련받지 않고 경험이 없는 장교인 펠릭스 졸리코퍼와 곧 소장이 될 조지 B. 크리튼든(알코올 문제가 분명한 전 미군 장교)이 남부연합을 위해 점령했다. 크리튼든이 리치먼드에 없는 동안, 졸리코퍼는 그의 병력을 밀 스프링스(현재 낸시 (켄터키주)) 근처의 상부 컴벌랜드 강 북쪽 강변으로 이동시켜 강을 등지고 병력을 함정에 빠뜨렸다. 졸리코퍼는 수송 수단의 부족과 미군 병력의 근접성 때문에 강 반대편으로 돌아가라는 명령을 따를 수 없다고 결정했다. 미군 준장 조지 H. 토마스가 남부연합군에 대항하여 이동하자, 크리튼든은 미군이 통합되기 전에 밀 스프링스 근처 로건스 크로스 로드에서 토마스 지휘부의 두 부분 중 하나를 공격하기로 결정했다. 1862년 1월 19일 밀 스프링스 전투에서, 비에 젖은 야간 행군 후 제대로 준비되지 않은 남부연합군은 초반에 어느 정도 성공을 거두며 미군 병사들을 공격했다. 전투가 진행됨에 따라 졸리코퍼는 전사했고, 남부연합군은 미군 총검 돌격에 의해 격퇴되고 패주했으며, 4,000명의 병력 중 533명의 사상자가 발생했고, 크리튼든의 전투 지휘는 너무 무능하여 부하들이 그를 술에 취했다고 비난했다. 탈출한 남부연합군은 크리튼든 장군이 그의 행동에 대한 조사를 받으면서 다른 부대에 배속되었다.
밀 스프링스에서의 남부연합 패배 후, 데이비스는 존스턴에게 여단과 몇몇 흩어진 증원군을 보냈다. 그는 또한 존스턴에게 피에르 보우리가드 장군을 배속시켰는데, 그는 전쟁 초기의 승리로 인해 신병을 끌어들이고 존스턴의 유능한 부하 역할을 할 것으로 기대되었다. 여단은 버지니아의 전 주지사였던 존 B. 플로이드 준장이 이끌었다. 존스턴, 보우리가르드, 하디 다음으로 플로이드는 장군으로서 그의 초기 임명일 덕분에 서부 방면군에서 가장 선임 장교였다. 플로이드는 도넬슨 요새에서 율리시스 S. 그랜트 미국 준장이 요새를 공격하기 직전에 현장에 있던 선임 장군으로서 지휘를 맡았다. 역사가들은 보우리가르드를 서부로 배속시킨 것이 미국 지휘관들이 보우리가르드가 전장에서 변화를 일으키기 전에 요새를 공격하도록 자극했다고 믿는다. 미군 장교들은 그가 15개 연대를 데려올 것이라고 들었지만, 이는 그의 병력을 과장한 것이었다.

### 헨리 요새, 도넬슨 요새, 내슈빌
켄터키의 중립이 북쪽으로부터의 직접적인 침공에 대한 방패 역할을 할 것이라는 가정에 따라, 1861년 9월에는 더 이상 적용되지 않는 상황이었기에, 테네시는 처음에 버지니아로 병력을 보냈고 미시시피 계곡에 방어를 집중했다. 존스턴이 테네시에 도착하기도 전에, 북쪽에서 주 안으로 통로를 제공하는 테네시강과 컴벌랜드강을 방어하기 위해 두 요새 건설이 시작되었다. 두 요새 모두 켄터키의 중립을 존중하기 위해 테네시에 위치했지만, 이상적인 위치는 아니었다. 테네시 강변의 헨리 요새는 강 건너 켄터키 쪽 언덕에 의해 지휘되는 불리한 저지대에 위치했다. 컴벌랜드 강변의 도넬슨 요새는 더 나은 위치에 있었지만, 육상 방면이 취약했고 포함을 방어할 만큼 충분한 중포를 갖추지 못했다.
폴크 소장은 1861년 7월에 지휘를 맡았을 때 요새들의 문제를 무시했는데, 이는 요새들이 그의 관할이 아니었기 때문이다. 존스턴이 지휘를 맡고 요새들을 폴크의 권한 지역에 포함시킨 후, 그는 처음에 존스턴의 명령에 불응하여 공병인 조셉 K. 딕슨 중위를 파견하여 요새들을 점검하도록 하지 않았다. 존스턴이 그의 권한을 주장하자, 폴크는 딕슨에게 진행을 허용해야 했다. 딕슨은 요새들이 이상적인 위치에 있지는 않지만, 많은 작업이 이루어졌고 남부연합이 새로운 요새를 건설할 시간이 없을 수도 있으므로 유지 및 강화되어야 한다고 권고했다. 존스턴은 그의 권고를 받아들였다. 존스턴은 알렉산더 P. 스튜어트 소령이 요새를 지휘하기를 원했지만, 데이비스 대통령은 로이드 틸먼 준장을 지휘관으로 임명했다. 1862년 1월 14일 미군의 정찰로 경계 태세에 들어간 존스턴은 틸먼에게 헨리 요새 반대편의 고지대를 요새화하라고 명령했는데, 폴크는 존스턴의 명령에도 불구하고 이를 하지 못했다. 틸먼은 이 명령에 대해 단호하게 행동하지 못했고, 어쨌든 명령은 너무 늦어서 적절히 수행될 수 없었다. 1862년 1월 20일, 존스턴은 플로이드, 벅크너, 그리고 볼링그린의 8,000명의 병력에게 켄터키주의 러셀빌 (켄터키주)로 이동하라고 명령했다. 이곳에서 그들은 사우스 캐롤턴 (켄터키주)의 부엘 장군 오하이오군 진격이나 일리노이주 케어로 (일리노이주)에서 컴벌랜드 강을 따라 진격하는 그랜트군의 공세에 대응할 수 있었다.
보우리가르드 장군은 1862년 2월 4일 볼링그린에 있는 존스턴의 사령부에 도착하여 켄터키주 콜럼버스에 있는 존스턴 전선의 서쪽 끝에서 폴크의 병력에 대한 전반적인 지휘권을 부여받았다. 필로 장군은 소규모 병력으로 테네시주 클라크스빌 (테네시주)를 방어하도록 배정되었다. 1862년 2월 6일, 미군 포함들이 초기 1862년의 이례적인 폭우로 인해 침수되었던 부적절하게 배치된 헨리 요새를 공격했다. 틸먼 장군은 그의 3,000명의 병력 거의 전부를 도넬슨 요새로 보냈고, 헨리 요새에는 94명의 포병과 함께 남아 포함들과 싸웠다. 남부연합 포병 몇 문은 전투 중에 폭발하거나 파괴되었고 틸먼은 헨리 요새를 항복할 수밖에 없었다. 다음 날 볼링그린의 코빙턴 하우스에서 열린 회의에서 존스턴, 보우리가르드, 하디는 미군 포함들이 무적이며 도넬슨 요새는 방어 불가능하다고 결정했다. 존스턴은 도넬슨 요새가 함락되면 볼링그린에서 갇힐 수 있다는 것을 알았고, 그래서 1862년 2월 11일부터 그의 병력을 테네시의 수도이자 점차 중요해지는 남부연합 산업 중심지인 내슈빌로 이동시켰다.
1862년 2월 7일 도넬슨 요새가 방어 불가능하다는 결정을 내린 후, 존스턴은 다음 날 벅크너로부터 그랜트의 군대가 겨우 12,000명이라는 정보가 담긴 보고서를 받았다. 다음 며칠 동안 존스턴은 여러 장교들로부터 "헨리 요새 전투에서 연방 철갑선들이 입은 상당한 피해"에 대한 정보를 받았다. 이 두 가지 정보는 존스턴에게 도넬슨 요새를 방어할 수 있다는 확신을 주었다. 1862년 2월 12일, 브랙스턴 브래그 소장은 부하에게 "어제 소식을 들은 A. S. 존스턴 장군이 도넬슨 요새를 지키고 곧 테네시에서 적을 몰아낼 것을 확신한다"고 알렸다. 존스턴은 필로 장군과 플로이드 장군에게 도넬슨 요새에 병력을 집중시키라고 명령했으며, 16,000명의 남부연합군이 그랜트의 군대를 격퇴할 수 있고 도넬슨 요새의 포대가 포함들을 격퇴할 수 있다고 확신했다. 존스턴에게 불행하게도, 증강된 수비대를 지휘하기 위해 요새로 파견된 선임 장군들인 플로이드, 필로, 벅크너는 비슷한 규모의 그랜트 군대에 대한 승리를 거둘 기회를 낭비했으며, 1862년 2월 13일 밤에 대규모 연방 증원군이 도착하자 절망에 빠졌다. 1862년 2월 15일 탈출 시도가 실패한 후, 플로이드와 필로에게 버림받은 벅크너 장군은 다음 날 아침 도넬슨 요새를 항복했다. 네이선 베드퍼드 포러스트 대령은 항복 전에 약 700명의 기병대와 함께 탈출했다. 남부연합군은 약 1,500명의 사상자를 냈으며, 12,000명에서 14,000명으로 추정되는 인원이 포로로 잡혔다. 미군 사상자는 전사 500명, 부상 2,108명, 실종 224명이었다.
존스턴은 플로이드와 필로가 자신의 명령에 따라 병력을 수비대에 합류시키도록 허용할 수밖에 없었기 때문에 책임을 지고 해임 요구를 받았다. 언론과 대중에게 완전한 설명을 하면 남부연합군의 약점이 드러날 것이었기 때문이다. 볼링그린의 전방 위치에 자신을 배치하면서 수동적인 방어 태세를 취하고, 병력을 너무 얇게 분산시키고, 미군의 진격에 직면하여 병력을 집중시키지 않으며, 부적절하거나 무능한 부하들을 임명하거나 의존한 것은 당시와 후대 역사가들의 비판을 받았다. 그러나 한 남부연합 장교는 존스턴이 1861년 9월에 지휘를 맡았을 때 "급하게 징집된 자원병들로 구성된 군대, 장비가 형편없고, 옷이 초라하며, 절반 이상이 질병으로 쓰러지고, 수송 수단이 없으며, 규율도 거의 없는" 상태였다고 언급했다... "그는 이 병력으로 10만 명이 넘는 적군을 저지했다... 남부 주들은 침공으로부터 보호받았다. 자원병들을 훈련시키고 통합할 시간을 벌었다. 군대는 비옥하고 곡물이 풍부한 켄터키 지역에서 유지되었으며, 가장 효율적인 수송 수단이 확보되었고, 엄청난 양의 소고기, 옥수수, 돼지고기가 주변 지역에서 수집되어 다가오는 여름 전역을 위해 남부의 보급창에 안전하게 비축되었다." 존스턴은 6개월 동안 그의 위치를 유지했지만, 요새의 함락으로 내슈빌은 임박한 공격에 노출되었고, 존스턴이 그의 병력도 포로로 잡히는 것을 피하기 위해 병력을 철수시킨 지 이틀 후인 1862년 2월 25일, 부엘 장군 지휘 아래의 미군에 아무 저항 없이 함락되었다.

### 코린스
헨리 요새와 도넬슨 요새 함락 후 존스턴은 위험한 상황에 처했다. 압도적인 연방군에 맞설 병력이 겨우 17,000명에 불과했기에, 그는 서둘러 내슈빌을 거쳐 남쪽 미시시피로, 그리고 북부 앨라배마로 도피했다. 존스턴 자신은 개인적으로 지휘하던 병력인 중앙 켄터키 육군과 함께 내슈빌 인근에서 후퇴했다. 보우리가르드의 도움으로, 존스턴은 이전에 폴크 휘하에 있었고 이제 보우리가르드의 지휘 아래 있는 병력과 함께 전략적 요충지인 미시시피주 코린스 (미시시피주)의 철도 교차점에 병력을 집중하기로 결정했으며, 그는 우회로를 통해 그곳에 도달했다. 존스턴은 현재 헨리 할렉 소장의 총괄 지휘 아래 있는 미군이 혼란스럽고 움직임을 주저하게 만들었으며, 이는 존스턴이 그의 목표에 발각되지 않고 도달할 수 있게 해주었다. 그는 루이지애나에서, 그리고 제10섬의 폴크 병력 일부에서, 그리고 브랙스턴 브래그 장군이 모바일에서 이끌고 온 10,000명의 추가 병력으로부터 증원군을 긁어모았다. 브래그는 적어도 존스턴이 1862년 3월 24일에 도착하기 전까지 수적으로 우세한 병력에 직면하여 심각한 상황에 동요했던 보우리가르드와 폴크의 신경을 진정시켰다.
존스턴의 17,000명 병력은 코린스에서 남부연합군에게 총 40,000명에서 44,669명의 병력을 제공했다. 1862년 3월 29일, 존스턴은 이 연합군에 대한 지휘권을 공식적으로 맡았으며, 이 연합군은 보우리가르드가 3월 5일에 조직했던 미시시피군이라는 이름을 계속 사용했다.
존스턴의 유일한 희망은 부엘과 다른 이들이 그랜트에게 증원군을 보내기 전에 그랜트를 격파하는 것이었다. 그는 4월 3일, 다음 날 그랜트의 병력을 기습할 작정으로 군대를 움직이기 시작했다. 쉬운 일은 아니었다. 그의 군대는 급하게 모아진 것이었고, 병사들 중 3분의 2는 전투에서 한 번도 총을 쏴본 적이 없었으며, 훈련, 규율, 참모 업무가 너무나 형편없어 행군 중에 각 사단이 계속 서로에게 부딪쳤다. 보우리가르드는 이 공세가 실수이며 성공할 수 없을 것이라고 느꼈지만, 존스턴은 "백만 명이라도 그들과 싸울 것"이라고 답하며 군대를 피츠버그 랜딩으로 몰아붙였다. 그의 군대는 마침내 1862년 4월 5일 저녁까지 그랜트의 병력에서 1~2마일 이내에 감지되지 않은 채로 위치를 잡았다.

### 실로
존스턴은 1862년 4월 6일 실로 전투에서 그의 집중된 병력으로 그랜트에게 대규모 기습 공격을 감행했다. 남부연합군이 미군 진영을 압도하는 동안, 존스턴은 직접 말을 타고 전선을 따라 병사들을 격려했다. 전투에서 그의 유명한 순간 중 하나는 일부 병사들이 미군 진영을 약탈하고 약탈하기 위해 대열에서 벗어나는 것을 목격했을 때였는데, 그들 사이에 젊은 중위가 있는 것을 보고 격분했다. "안 된다, 이봐" 존스턴은 장교에게 으르렁거렸다. "우리는 약탈하러 온 것이 아니다." 그리고 나서 그 남자를 당황하게 했다는 것을 깨닫고 탁자에서 깡통 컵을 집어 들고 "이것이 오늘 나의 전리품이다"라고 선언한 뒤 그의 군대를 계속 지휘했다.

오후 2시 30분경, "복숭아밭" 근처의 미군 진영에 대한 돌격 중 하나를 지휘하던 중, 그는 오른쪽 무릎 뒤쪽에 총알을 맞아 부상을 입었다. 총알은 그의 오금동맥의 일부를 스쳐 지나갔고, 그의 부츠는 피로 가득 찼다. 전투 초반에 존스턴이 개인 외과 의사를 부상당한 남부연합군과 미군 포로들을 치료하기 위해 보냈기 때문에 현장에는 의료진이 없었다.

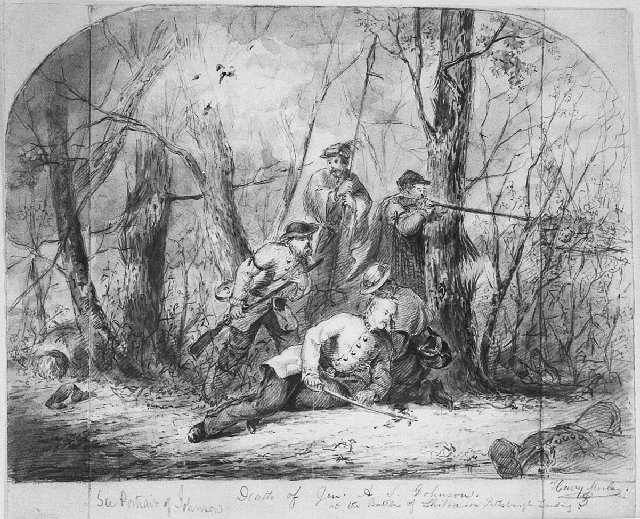
헨리 모슬러의 존스턴 장군 사망 스케치

몇 분 만에 존스턴은 참모들에게 거의 실신 상태에 있는 것으로 관찰되었다. 그의 참모 중에는 아이샴 G. 해리스 테네시 주지사가 있었는데, 그는 에이브러햄 링컨이 앤드루 존슨을 테네시 군정 장관으로 임명했다는 것을 알게 된 후 주지사로서의 실질적인 노력을 중단한 상태였다. 해리스는 존스턴이 안장에 기울어져 얼굴이 창백해지는 것을 보고 "장군님, 부상당하셨습니까?"라고 물었다. 존스턴은 약한 목소리로 마지막 말을 했다: "예... 심각한 것 같습니다." 해리스와 다른 참모 장교들은 존스턴을 말에서 내리게 하고, "호넷츠 네스트" 근처의 작은 협곡으로 옮겨 의식을 잃은 장군을 필사적으로 도우려 했다. 그들은 치명적인 상처를 찾을 수 없었고 해리스는 보좌관을 보내 존스턴의 외과 의사를 불러오게 했다. 몇 분 후, 존스턴은 의사를 찾기 전에 과다 출혈로 사망했다. 현대 신경외과 의사들의 사례 검토에 따르면 "완전히 절단된 오금동맥에 대한 설명에 따르면... 존스턴 장군은 다리를 뻗은 채 말 안장에 앉아 있었고, 의사가 묘사한 부상 후 몇 분 안에 의식을 잃고 출혈로 사망했을 것"이라고 보고했다. 해리스는 존스턴의 주머니에서 발견된 지혈대를 사용했다면 장군을 살릴 수 있었을 것이라고 믿었지만, 신경외과 의사들은 "실제 전장 의료 실무에서 존스턴이 다리를 뻗은 채 (피를 흘리며) 안전한 곳으로 이동했을 때쯤에는 상처가 즉시 확인되었더라도 이미 실혈로 사망했을 수 있다"고 밝혔다.

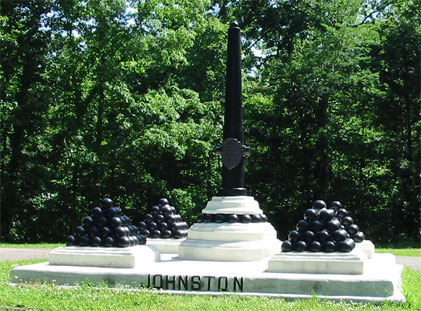
실로 국립 군사 공원에 있는 존스턴의 기념비

해리스와 다른 장교들은 죽은 장군의 모습을 보고 병사들의 사기가 저하되지 않도록 존스턴 장군의 시신을 담요로 감쌌다. 존스턴과 그의 부상당한 말 파이어 이터(Fire Eater)는 코린스 도로에 있는 그의 야전 사령부로 옮겨졌고, 그의 시신은 전투가 끝날 때까지 텐트에 남아 있었다. 피에르 보우리가드는 군대의 지휘권을 인계받았다. 그는 남부연합군의 공격을 재개하여 계속 진격했고, 미군을 테네시강 근처의 최종 방어선까지 밀어붙였다. 군대가 지치고 해가 거의 넘어갔을 때, 보우리가르드는 다음 날 아침 미군을 마무리할 수 있을 것이라고 생각하며 오후 7시경 최종 남부연합군 공격을 중단했다. 그러나 그랜트는 밤 동안 부엘 장군의 오하이오군에서 온 20,000명의 신병으로 증원되었고, 다음 날 성공적인 반격을 이끌어 남부연합군을 전장에서 몰아내고 전투에서 승리했다. 남부연합군이 코린스로 후퇴할 때, 존스턴의 시신은 그의 코린스 사령부였던 윌리엄 인게 대령의 집으로 옮겨졌다. 시신은 남부연합기로 덮여 몇 시간 동안 영안실에 안치되었다.
존스턴이 병사들보다 훨씬 앞서 돌격하는 동안 많은 남부연합군이 미군 전선에 총격을 가하고 있었기 때문에, 남부연합군 병사가 치명적인 총격을 가했을 가능성도 있다. 그러나 역사가 티모시 B. 스미스는 다음과 같이 언급했다: "총알이 다리 뒤쪽으로 들어갔다. 이는 장군이 자신의 병사 중 한 명에게 뒤에서 총격을 받았다는 몇 가지 과감한 추측을 불러일으켰지만, 활기차고 흥분한 말 위에서 기병이 언제든 어떤 방향을 향할 수 있었고, 말 또한 여러 차례 부상당하는 과정에 있었다는 사실은 간과되었다." 로스앤젤레스의 알론조 리들리는 A. S. 존스턴 장군의 경호대인 "가이드"를 지휘했으며, 그가 쓰러졌을 때 그의 곁에 있었다. 존스턴은 전쟁 중 양측에서 가장 높은 계급의 전사자였으며, 그의 죽음은 남부연합의 사기에 큰 타격을 주었다. 당시 데이비스는 그를 국내 최고의 장군으로 여겼다.

## 개인 생활

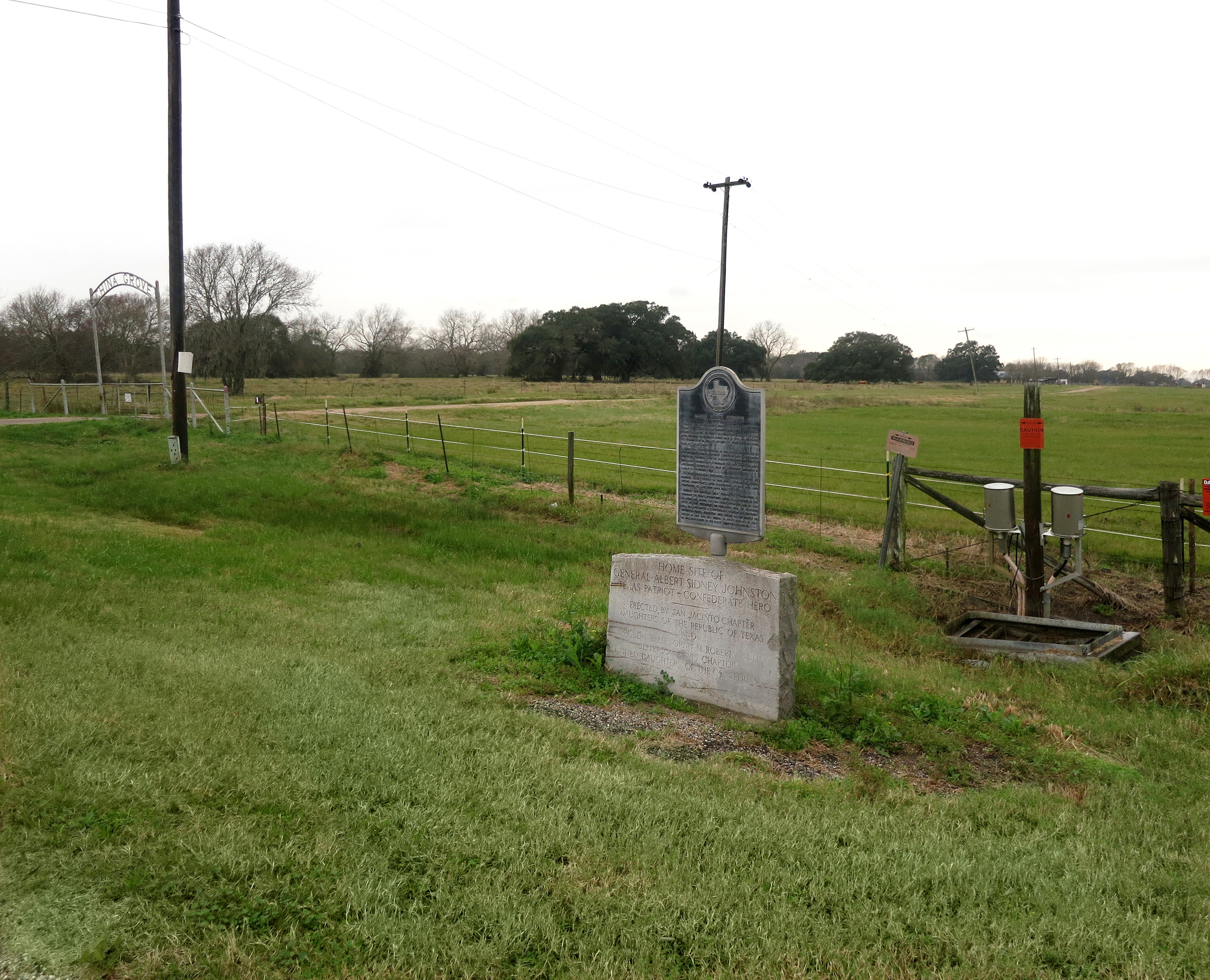
존스턴의 텍사스 자택, 차이나 그로브 농장

1829년, 존스턴은 켄터키 정치인이자 훗날 남북 전쟁 장군이 될 윌리엄 프레스턴의 누이인 헨리에타 프레스턴과 결혼했다. 그들은 제퍼슨 막사에서 세 명의 자녀를 낳았고, 그 중 두 명이 성인까지 생존했다. 그들의 아들인 윌리엄 프레스턴 존스턴은 남군 대령이 되었다. 그들의 딸도 헨리에타 프레스턴이라는 이름이었지만, 결혼하지 않았다. 1834년, 존스턴은 죽어가는 아내를 돌보기 위해 켄터키에서 임관을 사임했고, 아내는 2년 후 결핵으로 사망했다. 1843년, 존스턴은 그의 고인이 된 아내의 사촌인 엘리자 그리핀 존스턴과 재혼했다. 부부는 켄터키주 셸비빌에 살면서 아들 앨버트 시드니 주니어를 낳았다. 그들은 텍사스 차이나 그로브 농장에서 두 명의 자녀를 더 낳았고, 그 중 한 명인 핸콕 매클렁이 성인까지 생존했다. 딸 마가렛 스트로더는 1851년 오스틴에서 태어났고, 이어서 셋째 아들 그리핀이 1857년에 태어났다. 여섯 번째 자녀인 엘리자 앨버타는 가족이 영구히 정착한 로스앤젤레스에서 태어났다.

## 유산 및 영예

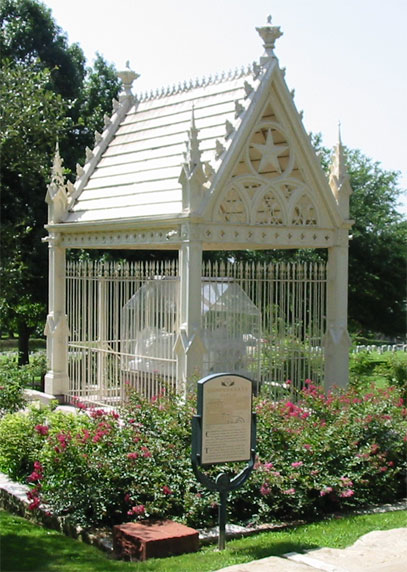
존스턴의 무덤과 동상, 오스틴 (텍사스주)의 텍사스 주립 묘지에 있는 엘리자벳 네이의 작품

존스턴은 아내 엘리자와 여섯 자녀를 남기고 사망했다. 그의 아내와 전쟁에 나간 후 태어난 한 명을 포함한 다섯 명의 어린 자녀들은 엘리자의 오빠인 존 스트로더 그리핀 박사와 함께 로스앤젤레스에 있는 집에서 여생을 보내기로 했다. 존스턴의 큰아들 앨버트 주니어(텍사스에서 태어남)는 이미 아버지를 따라 남군에 입대했다. 1863년, 앨버트 주니어는 로스앤젤레스에서 휴가를 마치고 샌페드로 (캘리포니아주) 항구를 페리를 타고 떠나는 중이었다. 증기선이 페리에서 승객을 태우는 동안 파도가 작은 배를 덮쳐 보일러가 폭발했다. 앨버트 주니어는 이 사고로 사망했다.
그가 사망하자 존스턴 장군은 남부연합 정부로부터 받은 가장 높은 찬사를 받았다. 그의 가족 고향인 로스앤젤레스 스타(Los Angeles Star)에는 1862년 12월 20일 이후로 그의 소식이 실렸다. 링컨 하이츠 (로스앤젤레스)에 있는 존스턴 스트리트, 핸콕 스트리트, 그리핀 애비뉴는 장군과 그의 가족이 살았던 동네의 이름을 따서 명명되었다.
존스턴은 처음에 뉴올리언스에 묻혔다. 1866년, 텍사스주 의회의 공동 결의안이 통과되어 그의 시신을 오스틴의 텍사스 주립 묘지로 옮겨 재매장하게 되었다. 재매장은 1867년에 이루어졌다. 40년 후, 주에서는 엘리자벳 네이에게 묘지에 세울 그의 기념비와 조각상을 디자인하도록 위임했고, 1905년에 설치되었다.
텍사스 역사 위원회는 존스턴의 농장이었던 곳 입구 근처에 역사 표지를 세웠다. 인접한 표지는 텍사스 공화국 딸들 산하신토 지부와 아메리카 연합국 딸들 리, 로버츠, 데이비스 지부가 세웠다.
1916년, 텍사스 대학교 오스틴은 사우스 몰에 여러 남부연합 퇴역 군인(존스턴 포함)의 동상을 세워 기렸다. 2017년 8월 21일, 미국 내 남부연합 기념물 철거의 일환으로 존스턴의 동상이 철거되었다. 동상을 대학 캠퍼스 동쪽에 있는 브리스코 미국사 센터에 추가할 계획이 발표되었다.
존스턴은 1980년에 텍사스 군 명예의 전당에 헌액되었다.
2018년 가을, 텍사스주 댈러스의 A. S. 존스턴 초등학교는 시더 크레스트 초등학교로 이름이 바뀌었다. 텍사스주 휴스턴의 존스턴 중학교도 메이어랜드 중학교로 이름이 바뀌었다. 남부연합 참전 용사의 이름을 딴 다른 3개의 초등학교도 동시에 이름이 바뀌었다.

## 같이 보기
- 앨버트 시드니 존스턴 고등학교, 텍사스 오스틴의 폐교된 공립 고등학교
- 미국 남북 전쟁 남군 장군 목록
- 남부연합 기념비 및 기념물 목록
- 앨버트 시드니 존스턴 동상 (텍사스 주립 묘지), 1903년 엘리자벳 네이의 기념 조각상
- 앨버트 시드니 존스턴 동상 (텍사스 대학교 오스틴), 폼페오 코피니의 동상

## =인용
1. ↑  Glaze, Robert L. (2021년 4월 2일), 《Albert Sidney Johnston Confederate general》, Britannica, 2021년 10월 26일에 확인함
2. 1 2  Woodworth, p. 46.
3. 1 2 3 4 5 6  Chisholm, p. 472
4. ↑  Eicher, p. 322.
5. ↑  Johnston, William Preston (1878). 《The Life of General Albert Sidney Johnston: Embracing his Services in the Armies of the United States, the Republic of Texas, and the Confederate States.》. New York: Appleton and Company. 19–20쪽.
6. 1 2 3  Roland, pp. 243
7. ↑  Goggin, Leigh S. (2025). 《Reckless in their Statements: Challenging History's Harshest Criticisms of Albert Sidney Johnston in the Civil War》. Fremantle, Western Australia: Fontaine Press. 17–18쪽.
8. ↑  “Dueling, and The Huston-Johnston Duel on Feb. 5, 1837.”.
9. ↑  Johnston, pp. 80
10. ↑  Truman, Ben C. (1908). 《Albert Sidney Johnston's Duel》. 《Confederate Veteran Magazine》 XVI. 461쪽.
11. ↑  Wylie, Arthur (2016). 《The Battles and Men of the Republic of Texas》. Lulu Press. 44쪽.
12. ↑  Taylor, Richard (1879). 《Destruction and Reconstruction: Personal Experiences of the Late War.》. New York: Appleton and Company. 232쪽.
13. ↑  Blaine, James Gillespie, Twenty Years of Congress, Vol. 1, Ch. 4.
14. ↑  Johnston, pp. 185
15. ↑  Shaw, Arthur M. (1942). 《Albert Sidney Johnston in Texas: Letters to Relatives in Kentucky, 1847–1860》. 《Register of the Kentucky State Historical Society》 40. 290–317쪽.
16. ↑  Johnston, pp. 211
17. ↑  Roland, pp. 202
18. ↑  Deseret News (1858). Edition published October 13, 1858, Salt Lake City, Utah Territory.
19. ↑  Johnston, pp. 239
20. ↑  MacKinnon, William P. (2008). 《At Sword's Point: A documentary history of the Utah War, 1858–1859》. California: Arthur H. Clark Company. 171쪽.
21. ↑  Johnston, p. 235
22. ↑  Senate of the United States; First Session of the 36th Congress, 1859–60; No. 42, p. 26
23. ↑  Wilson, pp. 165
24. ↑  Johnston, pp. 246
25. ↑  Johnston, pp. 258
26. ↑  Roland, p. 141.
27. ↑  Roland, p. 166.
28. ↑  Roland, p. 182.
29. ↑  Roland, p. 242.
30. ↑  Roland, pp. 245-246
31. ↑  Johnston, p. 273.
32. ↑  Johnston, pp. 185.
33. ↑  “"Californians in the Confederate Service,"”. Los Angeles Star, Vol. XIII, No. 32, December 12, 1863.
34. ↑  Woodworth, pp. 18–19.
35. ↑  Woodworth, pp. 17–33.
36. ↑  Woodworth, pp. 20–22
37. ↑  Woodworth, pp. 30–32.
38. ↑  Woodworth, pp. 35, 45.
39. ↑  Long, p. 114.
40. ↑  Woodworth, pp. 39, 50.
41. ↑  Woodworth, p. 39.
42. ↑  Long, p. 115.
43. 1 2  Woodworth, p. 51.
44. ↑  Long, p. 116.
45. ↑  Eicher, Civil War High Commands. p. 807. From General Command Line List. Weigley, p. 110. McPherson, p. 394.
46. 1 2 3  Woodworth, p. 52.
47. ↑  Long, p. 119.
48. 1 2 3  Woodworth, p. 53.
49. 1 2  Woodworth, p. 55.
50. ↑  Goggin, pp. 64
51. ↑  Woodworth, pp. 55–56
52. ↑  Long, p. 138.
53. ↑  McPherson, p. 394 says Johnston had 70,000 troops to defend his territory between the Appalachians and the Ozarks by the end of 1861.
54. ↑  The Memoirs of General W. T. Sherman (1885), Chapter IX https://www.gutenberg.org/files/4361/4361-h/4361-h.htm
55. ↑  Woodworth, p. 61
56. ↑  Woodworth, p. 65.
57. ↑  Long, pp. 161–162.
58. 1 2  Woodworth, p. 66.
59. ↑  Woodworth, pp. 66–67.
60. ↑  Woodworth, p. 67.
61. ↑  Long, p. 162.
62. ↑  Woodworth, p. 69.
63. ↑  Woodworth, pp. 71–72.
64. ↑  Woodworth, pp. 80, 84.
65. ↑  Woodworth, pp. 72, 78.
66. ↑  Woodworth, p. 54.
67. ↑  Eicher, The Longest Night. pp. 111–113.
68. 1 2 3 4  Woodworth, p. 56.
69. 1 2  Long, p. 142
70. ↑  Weigley, p. 108
71. ↑  McPherson, p. 393.
72. 1 2 3  Woodworth, p. 57.
73. 1 2  Woodworth, p. 71.
74. ↑  McPherson, p. 396.
75. ↑  A Confederate battery and the beginning of some fortifications were sited across the river at Fort Heiman, but these were of little value when the U.S. flotilla appeared.
76. ↑  Woodworth, p. 78.
77. ↑  After some preliminary work with Johnston, Beauregard assumed command of this force, which he named the Army of the Mississippi, on March 5, 1862, while at Jackson, Tennessee. Like the other Confederate commander, he had to withdraw to the south after the fall of the forts or be surrounded by the advancing U.S. forces. Long, p. 178.
78. 1 2  Woodworth, pp. 78–79.
79. ↑  Long, p. 167.
80. ↑  Long, pp. 166–167
81. ↑  Weigley, p. 109.
82. ↑  Woodworth, p. 79.
83. ↑  Loing, pp. 169–170.
84. ↑  Goggin, pp. 217-218
85. ↑  Goggin, pp. 219
86. ↑  Floyd was able to ferry his four Virginia regiments out of the fort with him but left his Mississippi regiment behind to surrender with the rest of the garrison. Pillow escaped only with his chief of staff. Woodworth, p. 83. Long, p. 171.
87. ↑  Woodworth, pp. 82–84.
88. ↑  Woodworth, p. 84.
89. ↑  McPherson, pp. 401–402.
90. ↑  This included about 200 men not in Forrest's immediate command. Weigley, p. 111
91. ↑  Long, p. 172.
92. 1 2  Weigley, p. 111.
93. ↑  Woodworth, pp. 84–85.
94. ↑  Weigley, p. 112.
95. ↑  McPherson, pp. 405–406.
96. ↑  Davis defended Johnston, saying: "If Sidney Johnston is not a general, we had better give up the war, for we have no general." McPherson, p. 495.
97. ↑  Goggin, pp. 247-248
98. 1 2  Woodworth, p. 86.
99. ↑  Long, p. 175.
100. ↑  McPherson, p. 402.
101. ↑  Woodworth, pp. 85–86.
102. 1 2  McPherson, p. 406.
103. ↑  Woodworth, pp. 86–88.
104. ↑  Woodworth, p. 88.
105. ↑  Woodworth, pp. 90, 94.
106. 1 2 3  Woodworth, p. 95.
107. ↑  Long, p. 188.
108. ↑  Eicher, The Longest Night, p. 223.
109. ↑  Long, 190.
110. ↑  Eicher, Civil War High Commands p. 887 and Eicher, The Longest Night p. 219 are nearly alone in referring to this army as the Army of Mississippi. Muir, p. 85, in discussing the first "Army of Mississippi", includes this army as one of three in the article with that title but states: "Historians have pointed out that the Army of Mississippi is frequently mentioned in the Official Records as the Army of the Mississippi." Contemporaries, including Johnston and Beauregard, and modern historians call this Confederate army the Army of the Mississippi. “'The war of the rebellion: a compilation of the official records of the Union and Confederate armies.'”., Volume X, Part 1, index, pp. 96–99; 385 (Beauregard's report on the Battle of Shiloh, April 11, 1862, from Headquarters, Army of the Mississippi) and Part 2, p. 297 (Beauregard's announcement on taking command of Army of the Mississippi); p. 370 (Johnston General Orders of March 29, 1862, assuming command and announcing the army would retain the name Army of the Mississippi); pp. 405–409. Beauregard, p. 579. Boritt, p. 53. Connelly, Army of the Heartland: The Army of Tennessee, 1861–1862. p. 151. ("The Army retained Beauregard's chosen name...") Connelly, Civil War Tennessee: Battles And Leaders. p. 35. Cunningham, pp. 98, 122, 397. Engle, p. 123. Hattaway, p. 163. Hess, pp. 47, 49, 112 ("...Braxton Bragg's renamed Army of Tennessee (formerly the Army of the Mississippi)..."). Isbell, p. 102. McDonough, pp. 60, 66, 78. Kennedy, p. 48. Noe, p. 19. Williams, p. 122.
111. ↑  Woodworth, pp. 96–97.
112. ↑  Long, p. 192
113. ↑  McWhiney; Jamieson, p. 162.
114. ↑  Woodworth, p. 97.
115. ↑  Long, pp. 193–194.
116. ↑  Weigley, p. 113.
117. ↑  McPherson, pp. 406–407.
118. ↑  Johnston did not achieve total surprise as some U.S. pickets were alerted to the Confederate presence and provided warning to some U.S. units before the attack began.
119. ↑  Chisholm, p. 473
120. ↑  “CMH Remembers the Battle of Shiloh”.
121. ↑  “Battlefield Tours: Full Tour Shiloh”. 《Civil War Landscapes Association》. 2017년 11월 2일에 원본 문서에서 보존된 문서. 2018년 2월 3일에 확인함.
122. ↑  Goggin, pp. 362
123. ↑  Sword, pp. 270–273, 443–446; Cunningham, pp. 273–276; Smith, pp. 26–34. Sword offers evidence that Johnston lived as long as an hour after receiving his fatal wound.
124. ↑  Sword, p. 444.
125. ↑  “'From Rebeldom,'”. Los Angeles Star, Vol. XII, No. 30, November 29, 1862.
126. ↑  Dupuy, p. 378.
127. ↑  “W.P. Johnston biography.”. 2007년 12월 15일에 원본 문서에서 보존된 문서. 2007년 11월 28일에 확인함.
128. ↑  Johnston, William Preston (1897). 《The Johnstons of Salisbury》. New Orleans: L. Graham & Son, Ltd.
129. ↑  “Johnston, Eliza Griffin”. Texas State Historical Association. 2010년 6월 15일.
130. ↑  “Los Angeles Star, vol. 13, no. 2, May 16, 1863”.
131. ↑  “Los Angeles Star, vol. 12, no. 33, December 20, 1862”.
132. ↑  Cartwright, Gary (May 2008). “Remains of the Day”. 《텍사스 먼슬리》. 2017년 10월 5일에 확인함.
133. ↑  “Albert Sidney Johnston”. 《텍사스 주립 묘지》. 2017년 10월 5일에 확인함.
134. ↑  “Confederate Statues on Campus” (PDF). 2017년 8월 21일에 원본 문서 (PDF)에서 보존된 문서. 2017년 8월 21일에 확인함.
135. ↑  “Hall of Honor”. 《Texas Military Forces Museum》.
136. ↑  Smith, Corbett (2018년 6월 13일). “See ya, Stonewall: Dallas ISD begins to remove Confederate leaders' names from 4 schools”. 《DallasNews.com》 (The Dallas Morning News). 2019년 2월 25일에 확인함.

### 자료
- Beauregard, G. T. The Campaign of Shiloh. p. 579. In Battles and Leaders of the Civil War, vol. I, edited by Robert Underwood Johnson and Clarence C. Buel. New York: Century Co., 1884–1888. OCLC 2048818.
- G. S. Boritt (1999). 《Jefferson Davis' Generals》. Oxford University Press on Demand. ISBN 978-0-19-512062-2.
- Chisholm, Hugh, 편집. (1911). 〈Johnston, Albert Sidney〉. 《브리태니커 백과사전》 15 11판. 케임브리지 대학교 출판부. 472–473쪽.
- Thomas Lawrence Connelly (2001). 《Army of the Heartland: The Army of Tennessee, 1861–1862》. LSU Press. ISBN 978-0-8071-2737-7.
- Thomas Lawrence Connelly (1979). 《Civil War Tennessee: battles and leaders》. University of Tennessee Press. ISBN 978-0-87049-284-6.
- O. Edward Cunningham (2007). 《Shiloh and the Western Campaign of 1862》. Savas Beatie. ISBN 978-1-932714-27-2.
- Dupuy, Trevor N., Curt Johnson, and David L. Bongard. 하퍼 군사 전기 백과사전. New York: HarperCollins, 1992. ISBN 978-0-06-270015-5.
- David J. Eicher (2001). 《The longest night: a military history of the Civil War》. Simon & Schuster. ISBN 0-684-84944-5.
- 《Civil War high commands》. Stanford University Press. 2001. ISBN 978-0-8047-3641-1.
- Stephen Douglas Engle; Bison Book (2005). 《Struggle for the Heartland: The Campaigns From Fort Henry To Corinth》. Bison Books. ISBN 978-0-8032-6753-4.
- Hattaway, Herman, and Archer Jones. How the North Won: A Military History of the Civil War. Urbana: University of Illinois Press, 1983. ISBN 0-252-00918-5.
- Earl J. Hess (2012). 《The Civil War in the West: Victory and Defeat from the Appalachians to the Mississippi》. University of North Carolina Press. ISBN 978-0-8078-3542-5.
- 《Shiloh and Corinth: Sentinels of Stone》. University Press of Mississippi. 2007. ISBN 978-1-934110-08-9.
- William Preston Johnston (1878). 《The life of Gen. Albert Sidney Johnston: embracing his services in the armies of the United States, the republic of Texas, and the Confederate States》. D. Appleton.
- Frances H. Kennedy; Conservation Fund (Arlington, Va) (1998). 《The Civil War Battlefield Guide》. Mariner Books. ISBN 978-0-395-74012-5.
- Long, E. B. The Civil War Day by Day: An Almanac, 1861–1865. Garden City, NY: Doubleday, 1971. OCLC 68283123.
- James Lee McDonough (1977). 《Shiloh, in Hell Before Night》. University of Tennessee Press. ISBN 978-0-87049-199-3.
- McPherson, James M. (1988). 《Battle Cry of Freedom: The Civil War Era》. New York : Oxford University Press. ISBN 978-0-19-503863-7.
- David Stephen Heidler; Jeanne T. Heidler; David J. Coles (2002). 《Encyclopedia of the American Civil War: A Political, Social, and Military History》. W. W. Norton & Company. ISBN 978-0-393-04758-5.
- Noe, Kenneth (2001). 《Perryville》. University Press of Kentucky. ISBN 978-0-8131-2209-0.
- Smith, Derek (2005). 《The Gallant Dead: Union and Confederate Generals Killed in the Civil War》. Stackpole Books. ISBN 978-0-8117-0132-7.
- Sword, Wiley (1992). 《The Confederacy's Last Hurrah: Spring Hill, Franklin, and Nashville》. University Press of Kansas. ISBN 978-0-7006-0650-4.
- Russell F. Weigley (2000). 《A great Civil War: a military and political history, 1861–1865》. Indiana University Press. ISBN 978-0-253-33738-2.
- T. Harry Williams (1995). 《P. G. T. Beauregard: Napoleon in Gray》. LSU Press. ISBN 978-0-8071-1974-7.
- Woodworth, Steven E. (1990). 《Jefferson Davis and His Generals: the Failure of Confederate Command in the West》. University Press of Kansas. ISBN 0-7006-0461-8.
- McWhiney, Grady; Jamieson, Perry D. (1984). 《Attack and Die: Civil War Military Tactics and the Southern Heritage》. University of Alabama Press. ISBN 978-0-8173-0229-0. 2018년 2월 3일에 확인함.
- Roland, Charles Pierce (1964). 《Albert Sidney Johnston: Soldier of Three Republics》. University Press of Kentucky. ISBN 978-0-8131-9000-6.

## 더 읽어보기
- Larry J. Daniel (1997). 《Shiloh: the battle that changed the Civil War》. Simon & Schuster. ISBN 0-684-80375-5.
- Leigh S. Goggin (2025). Reckless in their Statements: Challenging History's Harshest Criticisms of Albert Sidney Johnston in the Civil War. Fontaine Press. ISBN 978-0992465872
- Kendall D. Gott (2003). 《Where the South Lost the War: An Analysis of the Fort Henry-Fort Donelson Campaign, February 1862》. Stackpole Books. ISBN 978-0-8117-0049-8.
- Albert A. Nofi (2001). 《The Alamo: And the Texas War for Independence September 30, 1835 to April 21, 1836 : Heroes, Myths and History》. Hachette Books. ISBN 978-0-306-81040-4.
- Timothy B. Smith (2023). The Iron Dice of Battle: Albert Sidney Johnston and the Civil War in the West. Louisiana State University Press. ISBN 978-0807180839
- Charles Pierce Roland (2000). 《Jefferson Davis's Greatest General: Albert Sidney Johnston》. McWhiney Foundation Press. ISBN 1-893114-20-1.